# História meteorológica do furacão Gustav (2008)

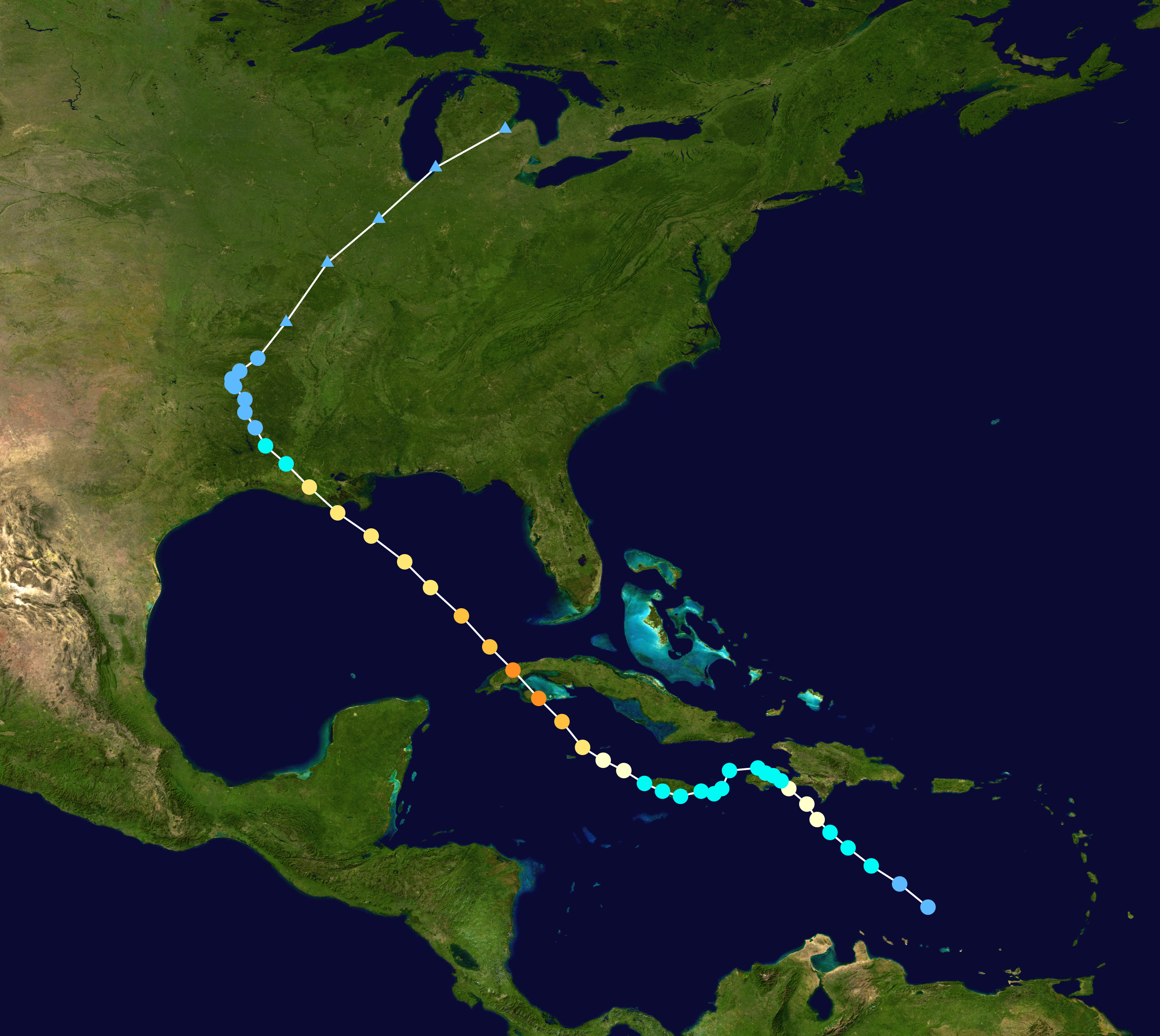
A trajetória do furacão Gustav

A história meteorológica do furacão Gustav durou sete dias, começando em 25 de agosto e terminando em 4 de Setembro. A perturbação tropical que viria dar origem ao furacão Gustav foi notada pela primeira vez em 16 de agosto, a sudoeste do arquipélago de Cabo Verde, associada a uma onda tropical que seguia de leste para oeste. No entanto, a perturbação tropical não mostrou sinais de organização enquanto cruzava o oceano Atlântico norte tropical. Após chegar sobre as águas quentes do mar do Caribe, o sistema começou a se organizar e se tornou uma depressão tropical em 25 de agosto. A depressão rapidamente de fortaleceu para uma tempestade tropical, e depois para um furacão, antes de fazer landfall na península de Tiburon, no sudoeste do Haiti. Gustav foi grandemente afetado pela sua interação com o relevo montanhoso da ilha de São Domingos, permanecendo praticamente estacionário e desorganizado sobre o golfo de Gonâve entre 26 de 27 de agosto.
A formação de novas áreas de convecção profunda causaram a reformação do centro da tempestade para a algumas centenas de quilômetros do sudoeste do Haiti, perto da costa leste da ilha da Jamaica. Sob a influência de uma área de alta pressão de médios níveis que se estendia do golfo do México até o oceano Atlântico, Gustav começou a seguir para oeste. A tempestade tropical perdeu brevemente a sua organização ao passar sobre a montanhosa ilha jamaicana, mas se intensificou rapidamente quando seguiu sobre as águas abertas e quentes do oeste do mar do Caribe. Após alcançar a intensidade de um furacão de categoria 4 na escala de furacões de Saffir-Simpson menos de 24 horas depois de ter deixado de ser uma tempestade tropical, Gustav varreu a Isla de la Juventud e fez landfall no oeste de Cuba.
Sendo novamente afetado pelo relevo montanhoso, Gustav jamais conseguiu recuperar a sua intensidade máxima. Seguindo brevemente sobre o centro quente da corrente de Loop, uma subcorrente da corrente do Golfo, Gustav encontrou cisalhamento do vento moderado e temperatura da superfície do mar em declínio. Flutuações em suas estrutura interna e a sua aparência em imagens de satélite progressivamente menos definida favoreceram a contínua tendência de enfraquecimento da tempestade, e o furacão Gustav fez o seu landfall final sobre a costa do golfo dos Estados Unidos como um furacão de categoria 2, perto da localidade de Cocodrie, no estado americano da Luisiana, em 1º de setembro. Movendo-se sobre o continente, a tempestade se enfraqueceu rapidamente, mas persistiu como uma significativa depressão tropical até ser absorvido por um sistema frontal em 4 de setembro.

## Formação

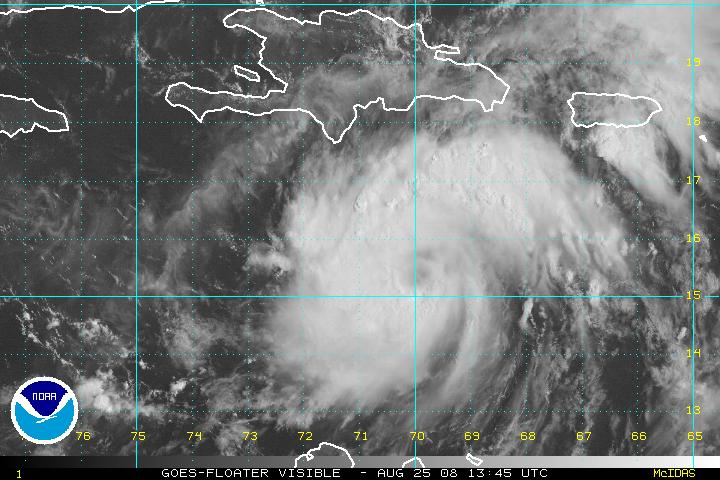
A depressão tropical predecessora de Gustav a sudeste do Haiti em 25 de agosto

Em 18 de Agosto de 2008, uma onda tropical, que tinha anteriormente deixado a costa ocidental da África, gerou uma área de baixa pressão a cerca de 950 km a oeste-sudoeste do arquipélago de Cabo Verde. A onda tropical, acompanhada pela área de baixa pressão, seguiu para oeste sobre o oceano Atlântico norte tropical, com condições meteorológicas desfavoráveis para o seu desenvolvimento. Assim que o sistema começou a se aproximar das ilhas de Barlavento das Pequenas Antilhas, as condições meteorológicas melhoraram e o sistema mostrou algum sinal de organização, no entanto, ainda desprovia de circulação ciclônica de baixos níveis. Após alcançar as ilhas de Barlavento das Pequenas Antilhas em 23 de agosto, trazendo consigo temporais, trovoadas e aguaceiros, o cisalhamento do vento na região onde se situava a perturbação tropical começou a diminuir e as condições meteorológicas melhoraram ainda mais. Sobre o leste do mar do Caribe, a cerca de 400 km ao sul da capital da República Dominicana, Santo Domingo, uma circulação ciclônica de baixos níveis começou a se formar. Horas mais tarde, bandas de tempestades curvadas bem definidas e uma circulação ciclônica de baixos níveis garantiram a classificação da perturbação tropical para uma depressão tropical, segundo o Centro Nacional de Furacões dos Estados Unidos.
A depressão continuou a se organizar rapidamente e, na tarde de 25 de agosto, a depressão foi classificada para uma tempestade tropical, ganhando o nome Gustav. Logo depois, a tempestade começou a se desorganizar, mas o período de desorganização da tempestade foi de curta duração e, durante aquela noite, um olho bem definido se formou no centro da circulação ciclônica da tempestade. A formação do olho veio acompanhada pela intensificação de Gustav assim que a tempestade continuava a seguir para noroeste, em direção à costa do Haiti. Antes de alcançar a ilha, Gustav se intensificou, se tornando um furacão. A sua nebulosidade central densa escondia a persistente intensificação do furacão, que continuou até quando o furacão fez landfall na costa sul da península de Tiburon, no sudoeste do Haiti, a cerca de 16 km a oeste da cidade de Jacmel por volta das 17:30 (UTC) de 26 de agosto.

## Interação com a ilha de São Domingos e com a Jamaica

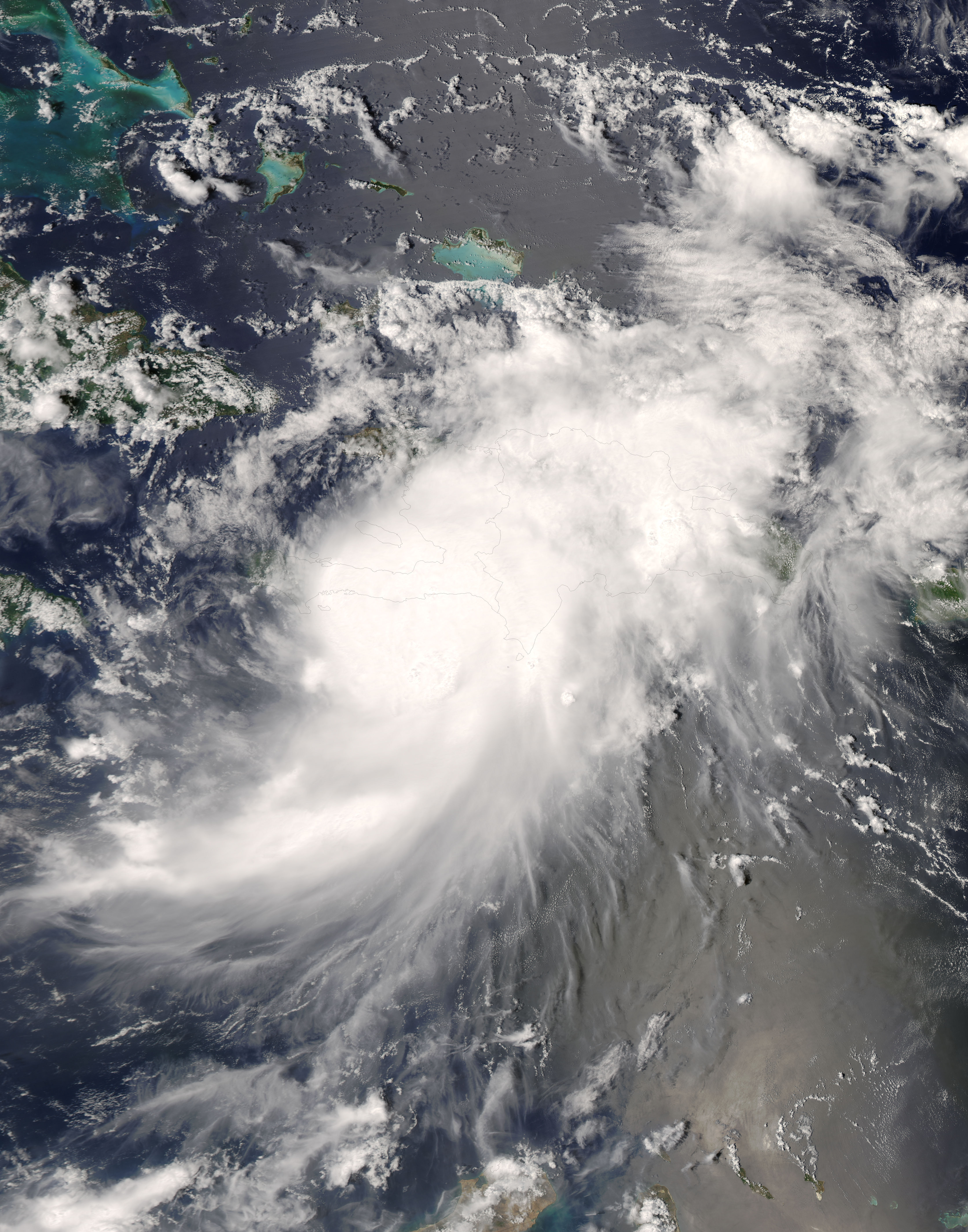
O furacão Gustav atingindo a costa da península de Tiburon, sudoeste do Haiti, em 25 de agosto de 2008

Após atingir a costa haitiana, perto de Jacmel, o furacão Gustav continuou a seguir para noroeste, sobre o relevo montanhoso do sudoeste do Haiti causando chuvas fortes ao passar pela região. Com condições meteorológicas favoráveis, A tempestade manteve a intensidade de um furacão por várias horas após Gustav ter atingido a costa haitiana, mas as altas montanhas da região comprometeu a circulação ciclônica de baixos níveis do sistema. O olho ficou menos definido e cheio de nuvens assim que Gustav se enfraqueceu para uma tempestade tropical. Um grande anticiclone de médios a altos níveis sobre o estreito da Flórida causou a diminuição da velocidade de deslocamento de Gustav, deixando o sistema praticamente estacionário sobre o golfo de Gonâve, a poucos quilômetros da costa norte da península de Tiburon. As chuvas da tempestade, que já estavam fortes desde o momento do landfall, começou a se acumular perigosamente assim que a tempestade ficou praticamente estacionária. Embora as condições meteorológicas de altos níveis, acima da tempestade, começaram a ficar menos favoráveis devido ao surgimento de cisalhamento do vento moderado, além da interação da circulação ciclônica de baixos níveis de Gustav estivesse ainda sendo degradado pelo relevo montanhoso da ilha de São Domingos, Gustav ainda tinha áreas de convecção suficientes sobre o golfo de Gonâve para que a tempestade começasse a recuperar a sua organização. Durante aquela tarde, assim que uma grande área de alta pressão se fortalecia e dominava as condições meteorológicas desde a Flórida até o oceano Atlântico, a mesma começou a guiar Gustav lentamente para oeste, distanciando-se da ilha de São Domingos. No entanto, o aumento do cisalhamento do vento enfraqueceu a tempestade, cisalhamento que foi provocado pelo fortalecimento da área de alta pressão ao norte de Gustav, que também começou a guiar Gustav para sudoeste.
O forte cisalhamento do vento inibia a formação de áreas de convecção profunda no quadrante nordeste da circulação ciclônica da tempestade, destruindo o próprio centro da tempestade. Com isso, um novo centro ciclônico se formou ao sul do antigo centro ciclônico, a leste da ilha da Jamaica, sendo rodeado por áreas convecção profunda em desenvolvimento. O novo centro ciclônico mostrou-se mais consolidado que o primeiro, e Gustav continuou a seguir para sudoeste, em direção à Jamaica. Devido a reformação do centro ciclônico, Gustav conseguiu escapam do relevo montanhoso da ilha de São Domingos, que suprimia o seu desenvolvimento. Estando agora sobre as águas quentes e abertas do mar do Caribe, Gustav voltou a se fortalecer para uma intensidade logo abaixo de um furacão, com ventos máximos sustentados de 110 km/h. Voltando a seguir para oeste com a estabilização da área de alta pressão ao seu norte, Gustav se aproximou da costa da ilha jamaicana e suas bandas externas de tempestade trouxeram chuvas fortes para aquele país. Seguindo constantemente para oeste, Gustav fez landfall no extremo leste da ilha jamaicana às 18:00 (UTC) de 28 de agosto, com intensidade logo abaixo a de um furacão. Gustav, então, seguiu sobre a Jamaica, paralelamente à costa sul da ilha, e as suas áreas de convecção profunda ficaram levemente mais desorganizadas devido ao relevo montanhoso da ilha. Quinze horas após Gustav ter atingido o extremo leste da ilha jamaicana, deixou aquela ilha pela costa oeste para adentrar novamente às águas quentes e abertas do mar do Caribe. Diferentemente do que aconteceu no Haiti, a circulação ciclônica de Gustav não se comprometeu com a sua passagem pela Jamaica. Assim que a tempestade deixou a ilha jamaicana durante a manhã de 29 de agosto, o diâmetro de Gustav aumentou significativamente, que causou também a significativa formação de novas bandas de tempestade. Gustav então começou a se organizar ainda mais sobre as águas abertas e quentes do oeste do mar do Caribe, organização que era favorecida com ótimas condições meteorológicas devido à praticamente ausência de cisalhamento do vento. Com isso, Gustav retomou a sua tendência de intensificação, e rapidamente voltou a ser um furacão ainda durante aquela tarde.

## Oeste do mar do Caribe

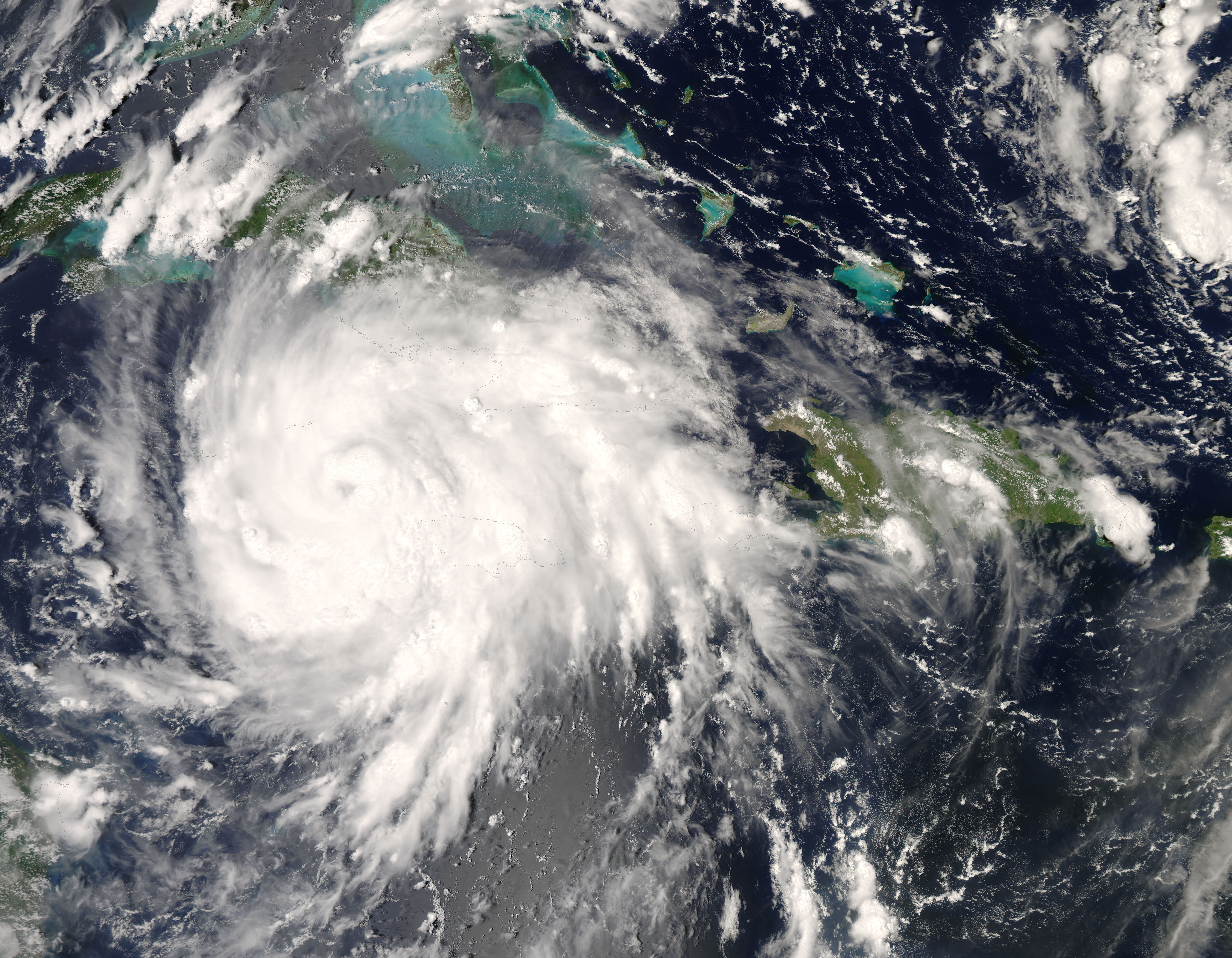
O furacão Gustav levemente desorganizado após deixar a ilha da Jamaica

Depois de deixar a ilha jamaicana, Gustav começou, então, a se intensificar constantemente. Depois de algumas horas sobre o mar aberto e quente do oeste mar do Caribe, Gustav voltou a ser um furacão e os primeiros sinais de que um olho poderia se formar aconteceram. As bandas de convecção profunda e os fluxos de saída de altos níveis ficaram bem definidos em todos os quadrantes da circulação ciclônica. Além disso, a praticamente ausência de cisalhamento do vento e as águas quentes do oeste do mar do Caribe proporcionaram condições meteorológicas excelentes para a intensificação do furacão. Uma brecha na alta subtropical se formou e, com isso, Gustav começou a seguir mais para noroeste e começou a se aproximar das ilhas Cayman. Assim que o furacão passou próximo às ilhas de relevo plano e baixo, seu olho de 45 km de diâmetro começou a ficar bastante proeminente. Durante as primeiras horas da madrugada de 30 de agosto, depois da passagem de Gustav pelas ilhas Cayman, os ventos máximos sustentados do furacão aumentaram para 155 km/h, e Gustav se intensificou para um furacão de categoria 2 na escala de furacões de Saffir-Simpson.

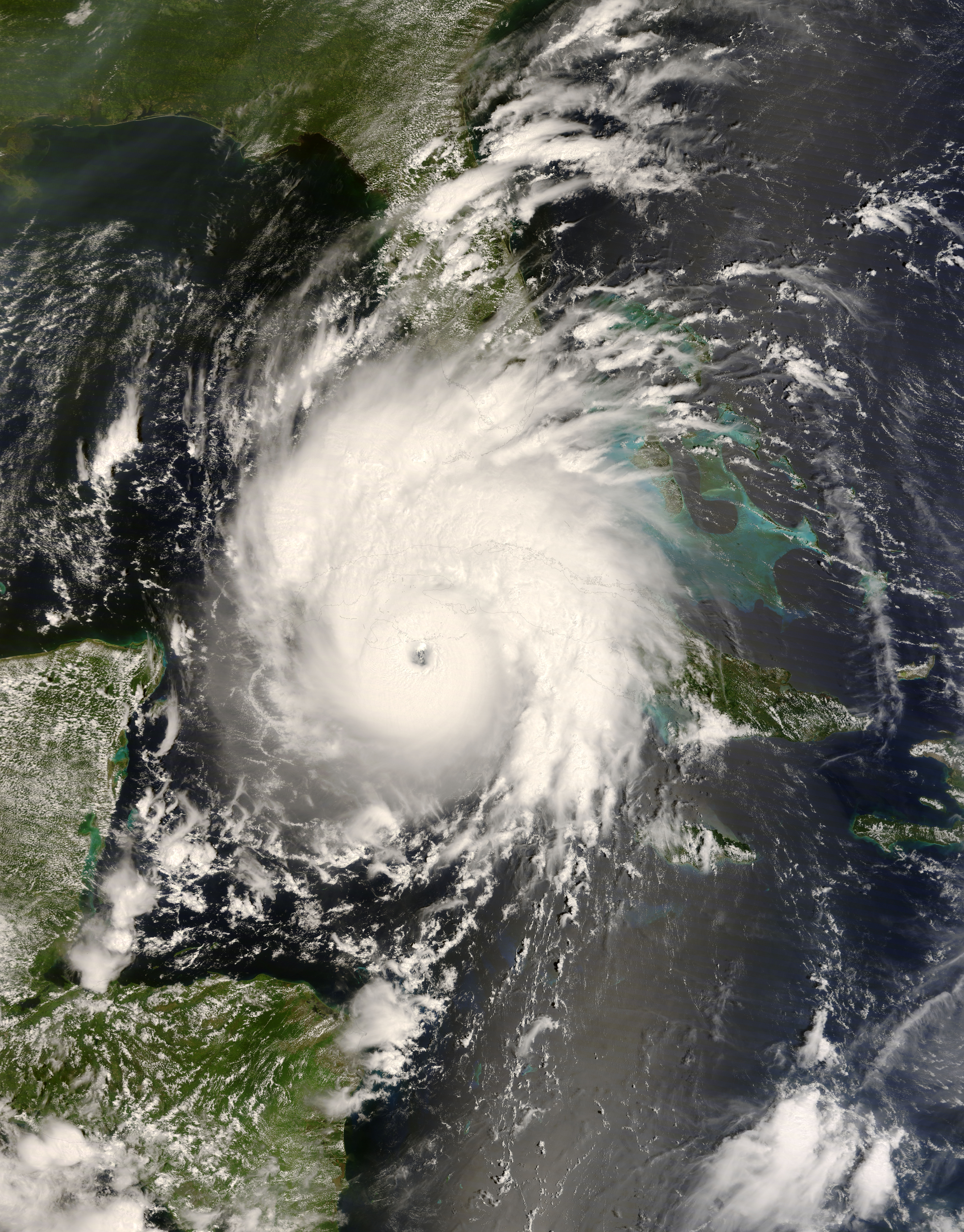
O furacão Gustav próximo de seu pico de intensidade, pouco antes de atingir a costa cubana

Durante aquela manhã, Gustav continuou a se intensificar rapidamente. As áreas de convecção profunda que formavam a parede do olho de Gustav continuaram a se desenvolver, e a pressão atmosférica no interior do olho do furacão caiu vertiginosamente, 24 mbar em apenas 24 horas. Por volta das 10:00 (UTC) daquele dia, Gustav já era considerado um furacão "maior" quando atingiu a intensidade de um furacão de categoria 3 e sua tendência de intensificação continuou. Uma nova queda abrupta da pressão atmosférica no interior do olho do furacão — queda de 11 mbar, para 954 mbar — causou o aumento dos ventos máximos sustentados de Gustav, que subiram para 230 km/h, intensidade equivalente a um furacão de categoria 4. Gustav atingiu esta intensidade menos de 24 horas depois de ter deixado de ser uma mera tempestade tropical. Durante aquela tarde, assim que Gustav continuava a seguir para noroeste, o lado ocidental de sua parede do olho passou diretamente sobre a Isla de la Juventud, uma ilha ao sul do oeste de Cuba.
Passando ao longo da costa leste da Isla de la Juventud, a intensidade de Gustav ficou levemente instável, provavelmente devido a um ciclo de substituição da parede do olho e, após o evento, Gustav se intensificou ainda mais. Mesmo Gustav tendo "varrido" a Isla de la Juventud, o furacão se intensificou ainda mais, atingindo, operacionalmente, o seu pico de intensidade, com ventos máximos sustentados de 240 km/h. A sua direção de deslocamento continuou, devido a dominância de uma área de alta pressão de médios níveis sobre o noroeste do Atlântico, e, durante aquela noite, Gustav fez o seu quarto landfall na costa do oeste de Cuba, perto de Los Palacios, na província de Pinar del Río, durante seu pico de intensidade, trazendo seus ventos constantes de até 240 km/h diretamente sobre a costa.

## Golfo do México

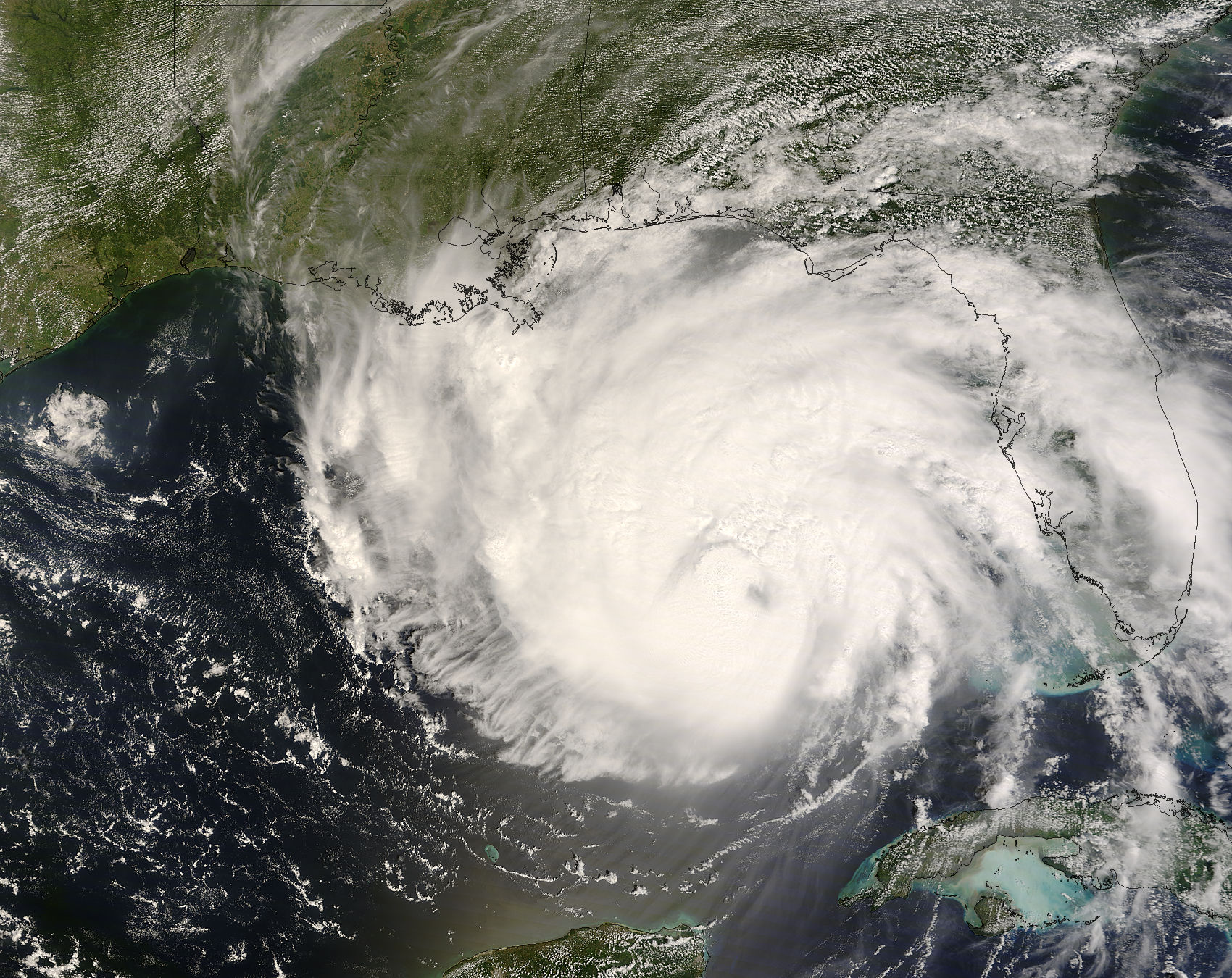
O furacão Gustav em 31 de agosto mostrando um olho parcial e uma estrutura menos definida após ter cruzado Cuba na noite anterior

As baixas montanhas do oeste de Cuba comprometeram a circulação ciclônica de baixos níveis de Gustav. Embora o furacão tenha cruzado a ilha em apenas algumas horas, a breve interação do furacão com o relevo da ilha causou o comprometimento da estrutura do sistema, e um dos efeitos do evento foi a formação de nuvens dentro do olho do furacão, além de seus ventos máximos sustentados terem diminuído para 220 km/h assim que Gustav adentrou o golfo do México naquela noite. Por toda aquela noite e durante a manhã de 31 de agosto, Gustav continuou a seguir para noroeste, cruzando o golfo. seus ventos máximos sustentados diminuíram ainda mais, para 205 km/h, assim que Gustav ainda sofria os efeitos da interação de sua circulação ciclônica de baixos níveis com o relevo montanhoso da ilha cubana. Durante aquela manhã, o olho, que se expandia assim que a tempestade se enfraquecia, ficou completamente cheio de nuvens. Sob a contínua influência da área de alta pressão que se localizava sobre o noroeste do Atlântico e o sudeste dos Estados Unidos, Gustav começou a seguir mais rapidamente através do golfo. Durante aquele momento, Gustav passou sobre as águas quentes da corrente de Loop, uma subcorrente da corrente do Golfo, mas Gustav foi incapaz de usar a grande quantidade de calor latente das águas quentes do golfo para a sua intensificação. As áreas de convecção profunda continuaram a ficar mais assimétricas e a parede do olho "desmoronou" no quadrante sudeste da circulação ciclônica assim que a velocidade do vento máximo continuava a cair. No entanto, durante a tarde daquele dia, o furacão, que já estava grandemente desorganizado, começou a melhorar. O olho de Gustav reapareceu e a pressão atmosférica central mínima voltou a cair mesmo com as bandas de tempestade de Gustav já estarem sobre a costa da Luisiana. O furacão começou a ficar menos assimétrico e o seu raio de ventos máximos começou a crescer. No entanto, durante a noite de 31 de agosto, a tendência de intensificação de Gustav parou devido à contínua e lenta diminuição da temperatura do mar assim que Gustav se afastava das águas quentes da corrente de Loop.
Durante as primeiras horas da madrugada de 1° de setembro, o raio de ventos máximos cresceu ainda mais e o raio de ventos com intensidade de tempestade tropical já alcançava 350 km; naquele momento, o centro de Gustav estava a apenas 275 km da costa americana. Entretanto, a intrusão de ar mais seco vindo do sul destruiu o seu olho, dissolvendo completamente a parede do olho associada assim que as bandas de tempestade já afetavam a costa do estado da Luisiana. Assim que o olho de Gustav se aproximou a costa da Luisiana o furacão se enfraqueceu para um furacão de categoria 2. Finalmente, por volta das 14:30 (UTC) de 1 de setembro, Gustav fez seu quinto e último landfall, perto da pequena comunidade de pescadores de Cocodrie, Luisiana. Após o evento, o olho de Gustav reapareceu, mas isso não estava associado a nenhuma tendência de fortalecimento da tempestade.

## Dissipação

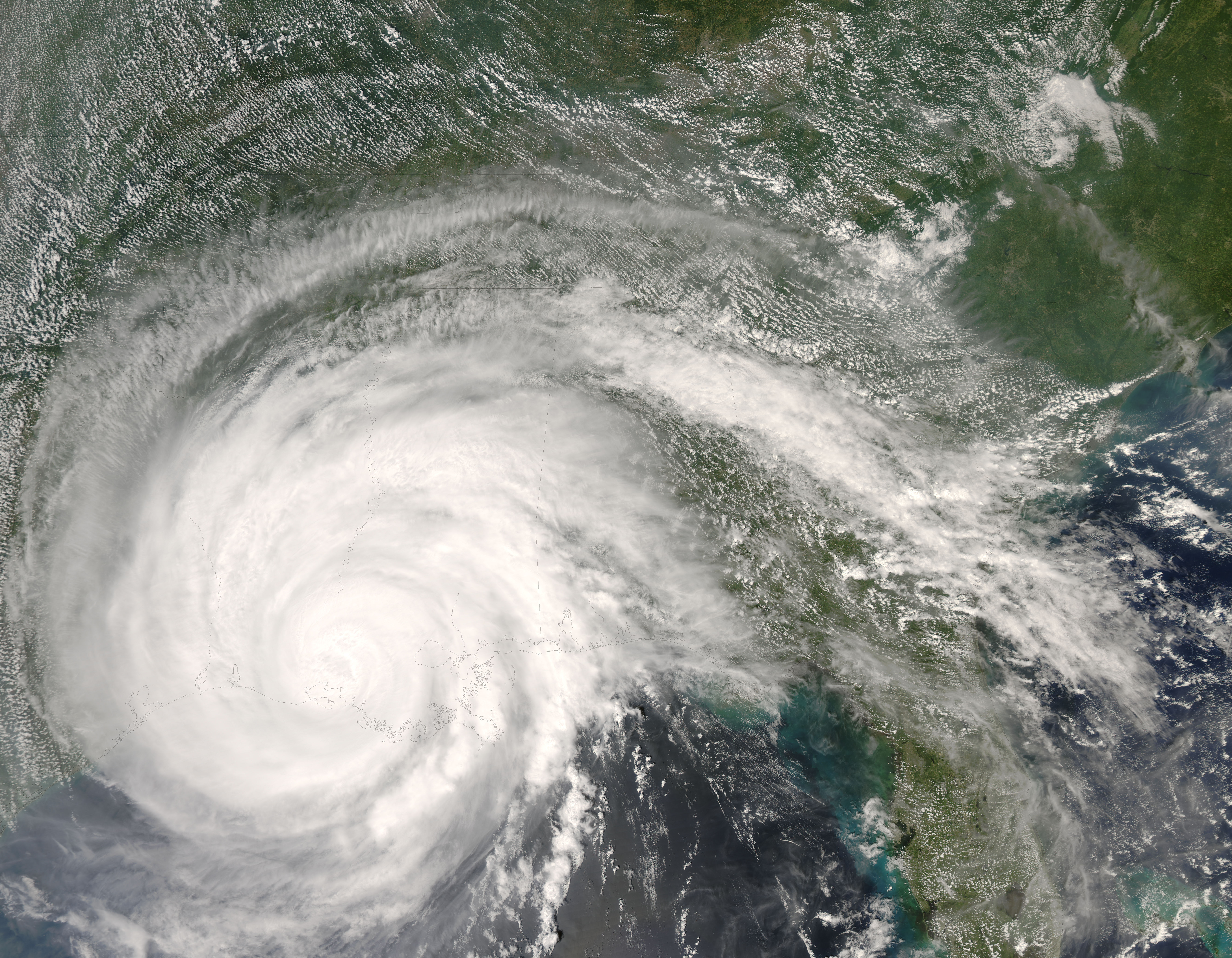
O furacão Gustav às 19:00 (UTC) de 1 de setembro, cerca de quatro horas e meia após o furacão ter atingido a costa da Luisiana

Após Gustav ter atingido a costa da Luisiana, o sistema continuou a seguir para noroeste a cerca de 24 km/h. A área de alta pressão de médios níveis sobre o noroeste do Atlântico e sobre o sudeste dos Estados Unidos, que tinha praticamente dominado o deslocamento de Gustav por praticamente todo o seu período de existência, seguiu para o norte. trazendo consigo o sistema. Já seguindo sobre os Estados Unidos Continentais, Gustav continuou a se enfraquecer enquanto provocava chuvas torrenciais para a parte central da costa do golfo dos Estados Unidos. O olho que tinha aparecido após Gustav ter atingido a costa desapareceu e, no seu lugar, se formou uma região de nebulosidade central densa. Durante aquela noite, cerca de 12 horas após o furacão ter atingido a costa, Gustav se enfraqueceu para uma tempestade tropical, com ventos máximos sustentados não superiores a 95 km/h.

Imagem de radar da circulação ciclônica remanescente do furacão Gustav alcançando o sul do estado americano de Wisconsin

Após se enfraquecer para uma depressão tropical durante a manhã de 2 de setembro, a velocidade de deslocamento do sistema começou a diminuir assim que as correntes de ventos causadas pela área de alta pressão, também começaram a diminuir. Assim que Gustav ficou praticamente estacionário sobre o noroeste da Luisiana em 2 de setembro, a precipitação começou a se acumular na região. Com o movimento lento de Gustav sobre o Arkansas, Texas e Oklahoma, as precipitações acumuladas também foram altas nestas regiões; em algumas localidades, a precipitação acumulada chegou a 230 mm. Durante a manhã de 3 de setembro, a depressão tropical seguia lentamente para norte-nordeste, no entanto, Gustav ficou completamente estacionário sobre o sudoeste do Arkansas durante aquela tarde. Com isso, grandes quantidades de chuva foram registradas pelo vale do rio Mississippi. Durante aquela noite, Gustav começou a seguir para nordeste a cerca de 11 km/h. Deslocando-se progressivamente mais rápida, a depressão deixou a região do valo do rio Mississippi para adentrar a região do vale do rio Ohio. Durante a manhã de 4 de setembro, assim que o sistema seguia sobre o Missouri, Gustav começou a ganhar características extratropicais assim que o sistema se fundiu a um sistema frontal. A transição extratropical de Gustav foi completada durante aquela tarde, assim que o sistema remanescente de Gustav seguia sobre St. Louis, Missouri. Embora Gustav tivesse deixado de ser um ciclone tropical, o sistema remanescente do furacão continuou a trazer ventos e chuvas para o norte dos Estados Unidos. Durante aquela noite, ainda seguindo para nordeste, o sistema causou chuvas moderadas em Illinois; a precipitação acumulada naquele estado variou de 50 a 100 mm. os efeitos do sistema remanescente de Gustav também foram sentidos em Indiana e em Iowa. Durante aquela noite, o sistema remanescente de Gustav alcançou o sudoeste do Michigan, onde causou chuvas fortes até a manhã do dia seguinte; em algumas localidades daquele estado, as precipitações alcançaram 125 mm. A circulação ciclônica da tempestade continuou intacto assim que o sistema seguiu sobre Wisconsin, onde o sistema causou precipitação acumulada de 25 mm. Algumas bandas de chuva associadas ao sistema chegaram em Minnesota, onde uma pequena quantidade de chuva foi registrada.